# Philipp Allfeld
Philipp Allfeld (München, 1852. november 2. – Gießen, 1940. június 29.) német ügyvéd, zeneszerző, egyetemi tanár.

## Élete
Apja, Philipp Allfeld ügyész, legfelsőbb bírósági tanácsos, anyja Mathilde Zenger, a Müncheni Egyetem római jog-professzorának, Franz Xaver Zengernek a lánya volt. 1871-ben fejezte be középiskolai tanulmányait a müncheni Maximiliansgymnasiumban, ezután a müncheni Lajos–Miksa Egyetemen jogot tanult. 1877-ben jogi doktorrá avatták. A bajor Igazságügyi Szolgálatnál kezdett dolgozni, 1879-ben Traunsteinben harmadik ügyész, 1882-ben Münchenben járásbíró, 1886-ban második ügyész, 1891-ben területi bíró lett. 
1895-ben kinevezték a büntetőjog és a rendes jog tanárává az erlangeni Friedrich-Alexander Egyetemen. Itt 1903 és 1904 közt rektorhelyettes, valamint az igazgatási bizottság tagja volt. Az 1919-1920-as téli félévtől az 1923-as nyári félévig a nürnbergi üzleti iskolában (Wirtschaftshochschule) is tanított. 1925. október 1.-én vonult nyugdíjba. A Gemeinnützigen Vereins Erlangen (Erlangeni Jótékonysági Egyesület) zenei vezetője, az Internationalen Kriminalistischen Vereinigung (Nemzetközi Kriminalisztikai Szövetség) és a Deutschen Gesellschaft für Völkerrecht (Német Nemzetközi Jogi Társaság) tagja volt. 1922-ben bajor titkos tanácsosi címet kapott. 1890-ben a bajor Szent Mihály érdemrend harmadik fokozatával, 1917-ben a Lippei Rózsa érdemrend első fokozatával, valamit a bajor Luitpold-kereszttel tüntették ki. 
1871-ben vette feleségül Paula Reßlert, két lányuk született, Berta (1883) és Hildegard (1891). Számos jogi munkát írt a bajor és a német törvényekről, büntetőeljárásokról, szerzői jogokról és kiadói törvényekről. Zeneszerzőként dalokat, férfikarra írt szerzeményeket és miséket komponált, valamint egy opera szövegkönyvét is elkészítette.

## Válogatott munkái

### Jogi munkák
- Die Entwicklung des Begriffes Mord bis zur Carolina: ein rechtsgeschichtlicher Versuch, 1877
- Der neue Rechtsweg im Bayern rechts d. Rrh.: Leichtfaßliche Darstellung des Reichscivilprocesses mit Berücksichtigung der Einführungs-, der bayr. Ausführungs- und der sonstigen Ergänzungs-Gesetze. Ch. Stahl, Neu-Ulm, (1879)
- Sammlung der neben dem Strafgesetzbuche und dem Militär-Strafgesetzbuche für das Deutsche Reich in Bayern geltenden Reichs- und Landesgesetze strafrechtlichen Inhalts. Mangelsdorf, München, 1887
- Die Reichsgesetze betr. das literarische und artistische Urheberrecht: (...) nebst den hierauf bezüglichen internationalen Verträgen erläutert unter Berücksichtigung der Literatur und Rechtsprechung. Beck, München, 1893
- Gesetz zum Schutz der Warenbezeichnungen vom 12.5.1894; erl. unter Berücks. insbes. d. Motive, d. Reichstagsverhandlungen, d. Literatur u. Rechtsprechung über Markenschutz. Beck, München, 1894
- Die Strafgesetzgebung des Deutschen Reichs: Sammlung aller Reichsgesetze strafrechtlichen und strafprozessualen Inhalts mit einem Gesammtregister. Schweitzer, München, 1900
- Der bedingte Straferlaß. Deichert, Erlangen, 1901
- Die Gesetze betreffend das Urheberrecht an Werken der Literatur und der Tonkunst und über das Verlagsrecht: Textausgabe mit Einleitung, kurzen Verweisungen, einem Anhang, enthaltend die Berner Literarkonvention und das Übereinkommen mit Österreich-Ungarn, sowie einem Sachreg. 2. Aufl., Beck, München, 1901
- Kommentar zu den Gesetzen vom 19. Juni 1901 betreffend das Urheberrecht an Werken der Literatur und der Tonkunst und über das Verlagsrecht sowie zu den internationalen Verträgen zum Schutze des Urheberrechts. Beck, München, 1902
- Anstiftung und Beihilfe zum Selbstmord. [Berlin], 1903
- Die Bedeutung des Rechtsirrtums im Strafrecht: Rede beim Antritt des Prorektorats der Königlich Bayerischen Friedrich-Alexanders-Universität Erlangen am 4. November 1903 gehalten. Junge, Erlangen, 1903
- Die Strafgesetzgebung des Deutschen Reichs – Nachtrag. J. Schweitzer, München, 1903
- Die Bedeutung des Rechtsirrtums im Strafrecht, 1904
- Kommentar zu den Reichsgesetzen über das gewerbliche Urheberrecht: Patentgesetz, Gesetz, betr. das Urheberrecht an Mustern und Modellen, Gesetz, betr. den Schutz von Gebrauchsmustern, Gesetz zum Schutz der Warenbezeichnungen sowie zu den internationalen Verträgen zum Schutze des gewerblichen Urheberrechts. Beck, München, 1904
- Kommentare zu den Urheberrechtsgesetzen, 1893, 1902, 1904
- Lehrbuch des Strafrechts, 1907 (Bearbeitung von Hugo Meyers Lehrbuch)
- Der Einfluß der Gesinnung des Verbrechers auf die Bestrafung, 1909
- Der Entwurf eines Gesetzes zur Ausführung der revidierten Berner Übereinkunft, in: DJZ 1910, Sp. 274–279
- Antrag und Ermächtigung §§ 61–65, 99, 101, 197 RStr. GB. Vergleichende Darstellung des deutschen und ausländischen Strafrechts, Bd. 2, Otto Liebmann, Berlin, 1908, S. 161–226.
- Grundriss des gewerblichen Rechtsschutzes. Gloeckner, Leipzig, 1910
- Kommentar zu dem Gesetze betreffend das Urheberrecht an Werken der bildenden Künste und der Photographie vom 9. Januar 1907: Nebst einem Anhang, enthaltend die Verträge des deutschen Reichs mit ausländischen Staaten zum Schutze des Urheberrechts mit Erläuterungen, sowie Vollzugsbestimmungen / Nachtrag. C.H.Beck, München, 1911
- Die Strafgesetzgebung des Deutschen Reichs. Sammlung aller Reichsgesetze strafrechtlichen und strafprozessualen Inhalts, 2. Aufl., Schweitzer, München & Berlin, 1913
- Die Gewohnheitsverbrecher im künftigen Strafrecht: Vortrag gehalten in der Gehe-Stiftung zu Dresden am 10. Januar 1914. Teubner, Leipzig u. a. 1914
- Urheber- und Erfinderrecht. Springer, Berlin, 1923
- Die Strafgesetzgebung des Deutschen Reichs: Sammlung aller Reichsgesetze strafrechtlichen und strafprozessualen Inhalts mit einem Gesamtregister. 3. Aufl., J. Schweitzer, München, 1926
- Das Urheberrecht an Werken der Literatur und der Tonkunst: Kommentar zu dem Gesetze vom 19. Juni 1901 sowie zu den internationalen Verträgen zum Schutze des Urheberrechtes. 2., vielfach veränd. Aufl., Beck, München, 1928
- Das Verlagsrecht: Kommentar zu dem Gesetze vom 19. Juni 1901 über das Verlagsrecht. 2., vielfach veränd. Aufl., Beck, München, 1929

### Zenei művek
- Tantum ergo, 1860
- Wo goldener Wein im Becher blinkt, Lied aus Julius Wolff's Dichtung Der fahrende Schüler. Komposition für Männerchor. Partitur und Stimmen. Giessel, Bayreuth, 1904
- Wieland der Schmied. Romantische Oper in vier Aufzügen. Musik von Max Zenger; [Text] nach [Karl] Simrocks gleichnamigem Heldengedicht. Wolf, München 1880; C. Wolf u. Sohn, 1894

### Egyéb munkái
- Die Bedeutung des Rechtsirrtums im Strafrecht. Rede beim Antritt des Prorektorates der Königlich bayerischen Friedrich-Alexanders-Universität Erlangen am 4. November 1903, gehalten von Dr. Philipp Allfeld, kgl. ordentl. Professor der Rechte. A. Deichertsche Verlagsbuchhandlung Nachfolger, Leipzig, 1904
- Festrede zur Feier des 70. Geburtstages S. M. des Königs Ludwig III: Im Auftrage des Akademischen Senates der K.b. Friedrich-Alexanders-Universitaet Erlangen. Junge & Sohn, Erlangen, 1915

## Fordítás
- Ez a szócikk részben vagy egészben  a   Philipp Allfeld című német Wikipédia-szócikk ezen változatának fordításán alapul.  Az eredeti cikk szerkesztőit annak laptörténete sorolja fel. Ez a jelzés csupán a megfogalmazás eredetét és a szerzői jogokat jelzi, nem szolgál a cikkben szereplő információk forrásmegjelöléseként.